# Eleccions parlamentàries poloneses de 1976
Les Eleccions parlamentàries poloneses de 1976 es van celebrar a la República Popular de Polònia per a renovar el Sejm el 21 de març de 1976, amb el Partit Comunista i els partits satèl·lits en un sistema de candidatures úniques per circumscripció, cosa que facilitava que sempre sortissin elegits el mateix nombre d'escons per als diferents partits. La participació fou del 98,90%.
Després de les eleccions fou nomenat primer ministre Piotr Jaroszewicz, qui amb el suport del cap del POUP Edward Gierek va aprovar unes mesures econòmiques que comportaren un fort augment de preus dels aliments bàsics i provocaren les protestes de juny de 1976 i la creació del primer grup opositor organitzat, el Comitè de Defensa dels Treballadors. Jaroszewicz i Gierek foren obligats a dimitir.

## Resultats
|                                 |                                 |                                 |                                 |            |        |           |     |
| Partit                          | Partit                          | Partit                          | Partit                          | Vots       | %      | Escons    | +/- |
|                                 | FJN                             |                                 | Partit Obrer Unificat Polonès   | 23,502,983 | 99.43  | 261 / 460 | 6   |
|                                 | FJN                             | Partit Popular Unit             | 113 / 460                       | 23,502,983 | 99.43  | 4         |     |
|                                 | FJN                             | Partit Demòcrata                | 37 / 460                        | 23,502,983 | 99.43  | 2         |     |
|                                 | FJN                             | Independents                    | 49 / 460                        | 23,502,983 | 99.43  | =         |     |
| Vots vàlids                     | Vots vàlids                     | Vots vàlids                     | Vots vàlids                     | 23,637,333 | 99.94  | –         |     |
| Vots invàlids                   | Vots invàlids                   | Vots invàlids                   | Vots invàlids                   | 14,923     | 0.06   | –         |     |
| Total                           | Total                           | Total                           | Total                           | 23,652,256 | 100.00 | 460       |     |
| Votants registrats/participació | Votants registrats/participació | Votants registrats/participació | Votants registrats/participació | 24,069,579 | 98.27  | –         |     |
| Font: Nohlen & Stöver           |                                 |                                 |                                 |            |        |           |     |